# Fabien Debec
Fabien Debec est un footballeur français né le 18 janvier 1976 à Lyon. Il évolue au poste de gardien de but.
Il évoluait au centre de formation de l'Olympique Lyonnais

## Biographie
Fabien Debec a joué 19 matchs en Ligue 1 et 26 matchs en Ligue 2. Sa première apparition en Ligue 1 remonte au 18 avril 1998 lors du match Rennes - Guingamp  (1-2).
Il est sélectionné avec l'Équipe de Bretagne pour la Corsica Football Cup en 2010.
Il devient entraîneur des gardiens de but au pôle espoirs de Ploufragan.

## Carrière
- 1995-1996 :  Olympique lyonnais (réserve)
- 1996-2002 :  Stade rennais (D1)
- 2002-2003 :  Coventry City (D2 anglaise)
- 2003-2004 :  AS Saint-Étienne (D2)
- 2004-2005 :  Grenoble Foot (D2)
- 2005-2007 :  LB Châteauroux (D2)
- 2007-2008 :  AS Cannes (Nat.)
- 2008-2009 :  Sporting Toulon Var (CFA)
- 2009-2011 :  Union Sportive Langueusienne (DH)
- 2011- :  Lamballe Football Club (DSR)[2]